# Akustische Analogie
Akustische Analogien werden meist in der numerischen Aeroakustik eingesetzt, um aeroakustische Schallquellen auf einfache Strahlertypen zu reduzieren. Sie werden daher häufig auch als Aeroakustische Analogien bezeichnet.
Im Allgemeinen sind die aeroakustischen Analogien von den kompressiblen Navier-Stokes-Gleichungen (NSG) abgeleitet. Die kompressiblen NSG werden in verschiedene Formen der inhomogenen, akustischen Wellengleichung gebracht. Innerhalb dieser Gleichungen beschreiben Quellterme die akustischen Quellen. Sie bestehen sowohl aus Druck- und Geschwindigkeitsfluktuationen als auch aus Spannungstensoren und Krafttermen.
Um die Quellterme von der akustischen Variablen unabhängig zu machen, werden Näherungen eingeführt. Auf diesem Wege werden linearisierte Gleichungen abgeleitet, die die Ausbreitung der akustischen Wellen in einem homogenen, ruhenden Medium beschreiben. Letzteres wird angeregt durch die akustischen Quellterme, die aus den turbulenten Fluktuationen bestimmt werden. Da die Aeroakustik hier durch Gleichungen der klassischen Akustik beschrieben wird, heißen diese Methoden Aeroakustische Analogien.
Die Lighthill-Analogie betrachtet zunächst eine freie Strömung, wie z. B. bei einem Triebwerksstrahl. Die instationären Fluktuationen der Strömung werden durch eine Verteilung von Quadrupolquellen im selben Volumen dargestellt. 
Die Curle-Analogie ist eine formale Lösung der Lighthill-Analogie, die harte Oberflächen mit berücksichtigen kann. Jedoch wird hier die Normalengeschwindigkeit an der Oberfläche auf Null gesetzt.
Die Ffowcs-Williams-Hawkings-Analogie hat diese Einschränkung nicht. Sie ist für aeroakustische Quellen mit einer relativen Bewegung zu einer harten Oberfläche gültig, so wie es bei vielen technischen Anwendungen, z. B. im Fahrzeugbereich oder in der Luftfahrt der Fall ist. Die Berechnung beinhaltet Quadrupol-, Dipol- und Monopolterme.